# チャールズ・ブレイビン
チャールズ・ジョセフ・ブレイビン（Charles Joseph Brabin、1882年4月17日 - 1957年11月3日）は、イギリス出身のアメリカ合衆国の映画監督、脚本家。

## 経歴

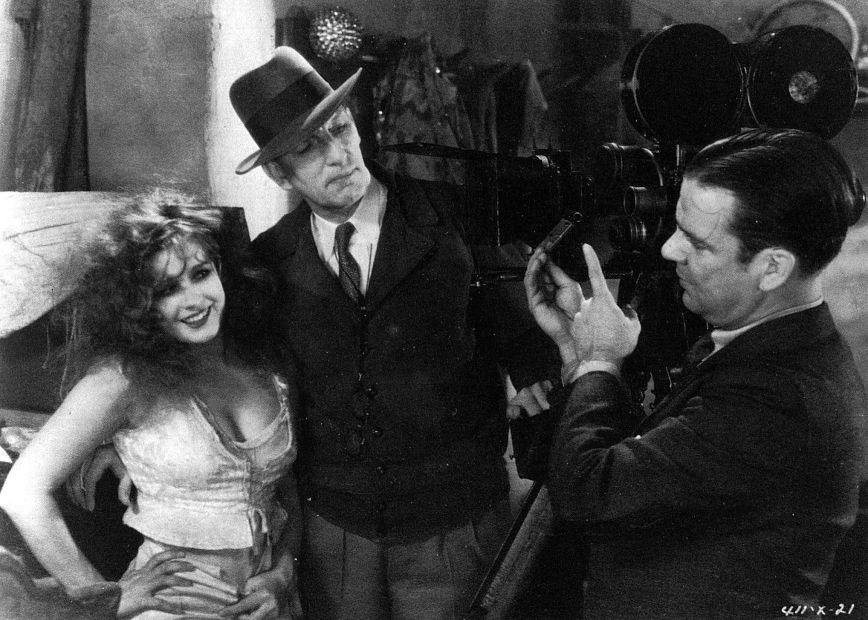
1929年の映画『サン・ルイ・レイの橋 (The Bridge of San Luis Rey)』のセットにおける、リリ・ダミタ、チャールズ・ブレイビン、メリット・B・ガースタッド。フランス人女優ダミタの胸の谷間は、その後の映画制作コードにおいては許されないものとなったことに注意。

ブレイビンは、イングランドのリヴァプールに生まれ、地元のセント・フランシス・ザビア・カレッジに学んだ。1900年代はじめにニューヨークへ渡ったブレイビンは、雑多な職に就きながら、舞台俳優になろうと試みた。1908年頃には、エジソン・マニュファクチャリング・カンパニーに入社し、最初は俳優として演技し、次いで脚本や監督を務めるようになった。彼は、サイレント映画時代に活躍し、続くトーキーの時代にも短期間活動した。彼が手がけた最後の映画は、メトロ・ゴールドウィン・メイヤーで撮った1934年の映画『A Wicked Woman』であった。
ブレイビンの最初の妻であった社交家スーザン・"スゼット"・ジェーン・モシャー (Susan "Susette" Jane Mosher) は、サイレント映画の女優であり、ニューヨークのエドウィン・ハワード・モシャー (Edwin Howard Mosher) とジェニー・スレイター・モシャー (Jenny Slater Mosher) の娘であった。ふたりは1913年12月14日にブロンクスのベッドフォード会衆派教会 (Bedford Congregational Church) で結婚式を挙げたが、これはブレイビンがイングランドとヨーロッパへの旅から戻った直後のことであった。そこではブレイビンの親友だった映画俳優マーク・マクダーモット (Marc MacDermott) が花婿介添人を務めた。チャールズとスーザンの夫妻は7年間結婚していた。

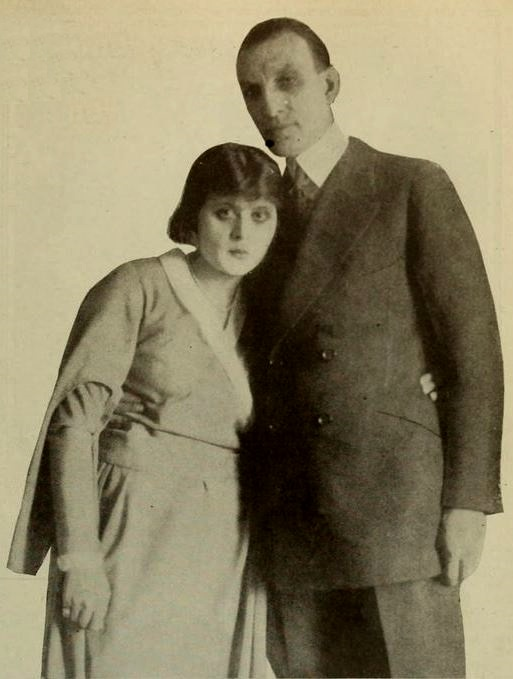
セダ・バラとチャールズ・ブレイビン、1922年撮影。

後にブレイビンは、サイレント映画の「ヴァンプ」スターであったセダ・バラと1921年7月2日に結婚し、彼女が1955年4月7日に腹部の癌で死去するまで添い遂げた。

## おもなフィルモグラフィ
以下は、ブレイビンによる映画の一部である。
- A Soldier's Duty (1912)
- What Happened to Mary (1912, 12-episode serial)
- An Unsullied Shield (1913)
- The Man Who Disappeared (serial, 1914)
- The Raven (1915)
- The Price of Fame (1916)
- That Sort (1916)
- The Adopted Son (1917)
- Red, White and Blue Blood (1917)
- The Sixteenth Wife (1917)
- Babette (1917)
- Mary Jane's Pa (1917)
- His Bonded Wife (1918)
- The Poor Rich Man (1918)
- Breakers Ahead (1918)
- Social Quicksands (1918)
- A Pair of Cupids (1918)
- Buchanan's Wife (1918)
- Kathleen Mavourneen (1919)
- La Belle Russe (1919)
- Thou Shalt Not (1919)
- 紐育の丑満時 / While New York Sleeps (1920)
- Blind Wives (1920)
- 跫音 / Footfalls (1921)
- 紐育の不夜城 / The Lights of New York (1922)
- 愛の逆流 / The Broadway Peacock (1922)
- Six Days (1923)
- Driven (1923)
- おゝ母よ / So Big (1924)
- ステラ・マリス / Stella Maris (1925)
- ベン・ハー / Ben-Hur (1925)：クレジットなし
- Mismates (1926)
- 霧の裏街 / Twinkletoes (1926)
- Framed (1927)
- 蒼空の覇者 / Hard-Boiled Haggerty (1927)
- 巨人の天地 / The Valley of the Giants (1927)
- Burning Daylight (1928)
- サン・ルイ・レイの橋 / The Bridge of San Luis Rey (1929)
- The Ship from Shanghai (1929)
- 肉体の叫ぶ声 / Call of the Flesh (1930)
- 緑の処女地 / The Great Meadow (1931)
- 男性の血潮 / Sporting Blood (1931)
- 街の野獣 / The Beast of the City (1932)
- 成吉斯汗の仮面 / The Mask of Fu Manchu (1932)
- 怪僧ラスプーチン / Rasputin and the Empress (1932)
- 踊り子の母 / Stage Mother (1933)
- A Wicked Woman (1934)

## アーカイブ
ブレイビンの1925年の映画『ステラ・マリス (Stella Maris)』は、アウトテイクが存在しており、2016年にアカデミー・フィルム・アーカイブに保存された。